# ونسا گوزمان
ونسا گوزمان (انگلیسی: Vanessa Guzmán؛ زادهٔ ۱۹ اکتبر ۱۹۷۶) بازیگر، مجری رادیو، بازیگر تلویزیون، و مدل (شخص) اهل مکزیک است.